# Reului
Reului is een bestuurslaag in het regentschap Pidie van de provincie Atjeh, Indonesië. Reului telt 594 inwoners (volkstelling 2010).